# 地狱屋
《地狱屋》（英語：Hell House LLC）是一部2015年美國尋獲佚失恐怖電影，由斯蒂芬·科格內蒂編劇和導演，Fbi Films製作。這部影片以紀錄片形式拍攝，講述了一群萬聖夜鬼屋经营者為他们廣受歡迎的鬼屋景點“地獄屋”2009年的開幕做準備的故事。開幕之夜發生悲劇，不明「故障」導致15名游客和工作人員死亡。本片揭示了悲劇的前因後果以及當晚到底出了什麼問題，在此之前其細節對公眾來說一直是個謎。該片于2016年11月1日在多個隨選視訊平台上发行，包括Amazon Video、Shudder、YouTube、Vudu和iTunes。
續集《地狱屋2：阴曹酒店》於2018年9月20日在Shudder獨家發行。第二部續集《地狱屋3》於2019年9月發行。

## 剧情
影片以紀錄片的形式呈现，调查了一起在鬼屋发生的无法解释的悲惨事故。这家名为“地狱屋”的公司在紐約州羅克蘭縣亞巴頓小鎮的一个废弃酒店里开设了他们生前的最后一个景点。在开业的第一天晚上，发生了一件事，造成15名游客和除一名工作人员以外的所有人员死亡。当局后来只说是发生了“不明故障”，导致了他们的死亡。
纪录片摄制组在制片人黛安娜·格雷夫斯的带领下，采访了熟悉此案的人，其中包括一名在事件发生几年后闯入酒店的记者，他拍摄的照片煽动了人们对悲剧背后的超自然现象的传言。摄制组设法找到了“地狱屋”唯一幸存的员工萨拉·哈韦尔，她向摄制组提供了悲剧发生前拍摄的录像。
哈韦尔的录像带记录了摄制组抵达破旧不堪的亞巴頓酒店，并开始为萬聖夜做准备的过程。每个人都开始经历无法解释的事件，但公司首席执行官亚历克斯仍然决心继续工作下去。录像详细记录了这些死亡事件背后的超自然力量，暗示这家酒店以前可能是撒旦邪教的所在地。
萨拉要求暂停拍摄，并告诉黛安娜，如果摄制组还有问题想找她的话，她会在自己的酒店房间里。她还建议摄制组闯入亞巴頓酒店，亲眼看看里面到底发生了什么。米切尔是纪录片摄制组的成员之一，他留下来为萨拉的录像编目。他看到了一些令他深感不安的东西，但隐藏了起来没有向观众公开，他试图打电话给黛安娜，但却无法接通。与此同时，黛安娜和她的摄影师破门而入，看到了当晚发生事情的痕迹。他们来到二楼，看到一个标有“2C”的房间，正是萨拉所说的那个房间。当他们进入房间时，发现萨拉背对着他们坐着。黛安娜和摄影师想要逃离，却遭到萨拉和其他鬼魂的袭击。
原来，米切尔在给录像带编目时看到的是地狱屋的一名工作人员被附身后杀死了萨拉；她其实已经死了，事实上根本没有幸存者。